# رودخانه چرنا
رودخانه چرنا (به انگلیسی: Crna (river)) رودخانه‌ای است که در مقدونیه جریان دارد.